# Баястан
Баястан (кирг. Баястан) — село в Ала-Букинском районе Джалал-Абадской области Кыргызстана. Входит в состав Ак-Коргонского айылного аймака.

## География
Село расположено в юго-западной части области, вблизи государственной границы с Узбекистаном, на расстоянии приблизительно 9 километров (по прямой) к юго-востоку от села Ала-Бука, административного центра района. Абсолютная высота — 1052 метра над уровнем моря.

## История
До 19 марта 2004 года село носило название Маданият.

## Население
Согласно оценочным данным Национального статистического комитета Кыргызской Республики, численность населения села на начало 2023 года составляла 6761 человек.
| год     | 2009 | 2014 | 2015 | 2020 | 2021 | 2023 |
| ------- | ---- | ---- | ---- | ---- | ---- | ---- |
| человек | 5057 | 5465 | 5792 | 6267 | 6600 | 6761 |